# Levente Vajda
Pour les articles homonymes, voir Vajda.
Levente Vajda est un joueur d'échecs roumain né le 13 février 1981 à Odorheiu Secuiesc.
Au 1er octobre 2019, il est le septième joueur roumain avec un classement Elo de 2 534 points.

## Biographie et carrière
Levente Vajda est le frère de la joueuse maître international d'échecs Szidónia Vajda (née en 1979).
Vajda remporta de nombreuses médaille lors des championnats du monde de la jeunesse :
- médaille de bronze en 1993 (moins de douze ans) ;
- médaille de bronze en 1994 (moins de quatorze ans) ;
- médaille d'or en 1997 (catégorie des moins de seize ans) ;
- médaille de bronze en 1998 (moins de dix-huit ans).

Grand maître international depuis 2001, il finit quatre fois deuxième du championnat de Roumanie : en 1998, 2002, 2004 et 2012. Il finit dixième ex æquo du championnat d'Europe individuel en 2008 (avec 7,5 points sur 11)
Vajda représenta la Roumanie lors de sept olympiades de 1998 à 2018, jouant au quatrième échiquier lors des olympiades de 2012 (7,5/10) et de 2018 (5,5/8) et marquant à chaque fois plus de la moitié des points,.
Dans sa carrière, il a remporté
- le tournoi de Bucarest en 1998 et 2004 (mémorial Victor Ciocâltea) ;
- le tournoi mensuel (First Saturday) de Budapest à onze reprises de 2000 à 2007 ;
- les tournois de Fourmies et Eforie en 2006 ;
- le tournoi de Balatonlelle en 2004 et 2007 ;
- le tournoi de Noël de Zurich en 2012 (avec 6 points sur 7) ;
- le festival Hilton de Bâle en janvier 2013 (5,5 points sur 7).